# Merlin Olsen
Merlin Jay Olsen (ur. 15 września 1940 w Logan w stanie Utah, zm. 11 marca 2010 w Duarte w stanie Kalifornia) – amerykański aktor i sportowiec.
W 1962 ukończył Utah State University. W latach 1962–1976 grał w futbol amerykański; był zawodnikiem drużyny Los Angeles Rams, w której rozegrał 208 meczów w 15 sezonach. W późniejszych latach komentował piłkarskie mecze.
Jako aktor, zagrał w kilkunastu filmach i serialach, a jego najbardziej znaną rolą była postać Jonathana Garveya w serialu Domek na prerii, w którą to wcielał się w latach 1977-1981.
Zmarł na międzybłoniaka, rok po wykryciu choroby, która jak sądził była konsekwencją jego wcześniejszych kontaktów z azbestem.